# 1984 (revista)
1984 foi uma revista em quadrinhos de ficção científica no formato magazine publicada pela Warren Publishing de 1978 a 1983. Era editado por Bill Dubay. O título da revista mudou em 1994 para 1980. A publicação da revista cessou em sua edição número 29.